# مطماغة
مطماغة هي قرية مغربية تنتمي لإقليم صفرو، جنوبي مدينة فاس. تضم هذه البلدة 5.284 ساكنا حسب إحصاء سبتمبر 2004.